# Stenotabanus alayoi
Stenotabanus alayoi är en tvåvingeart som beskrevs av Cruz och Mauricio Garcia 1974. Stenotabanus alayoi ingår i släktet Stenotabanus och familjen bromsar.
Artens utbredningsområde är Kuba. Inga underarter finns listade i Catalogue of Life.